# Viaduc de Mouflers
Le viaduc de Mouflers est un pont routier de l'autoroute française A16 franchissant une vallée sèche perpendiculaire à la Somme, entre Flixecourt et Ailly-le-Haut-Clocher près de  Mouflers, Bouchon et L'Étoile sur le fleuve Somme.

## Présentation
Il est à 2 x 2 voies, d'une longueur de 300 mètres, à environ 75 mètres d'altitude.
La chaussée est refaite à neuf en 2009.